# Kandel (Pfalz)
Kandel település Németországban, Rajna-vidék-Pfalz tartományban. Lakosainak száma 9400 fő (2023. december 31.).

## Népesség
A település népességének változása:
| Lakosok száma | 7166 | 9066 | 9061 | 9017 | 9212 | 9400 |
|               | 1975 | 2017 | 2019 | 2021 | 2022 | 2023 |